# Celmisia argentea
Celmisia argentea là một loài thực vật có hoa trong họ Cúc. Loài này được Kirk mô tả khoa học đầu tiên năm 1899.